# Patrick Mahomes
Patrick Lavon Mahomes II (* 17. September 1995 in Tyler, Texas) ist ein amerikanischer American-Football-Spieler auf der Position des Quarterbacks, der für die Kansas City Chiefs in der National Football League (NFL) spielt. Er spielte College Football für Texas Tech und wurde von den Chiefs als 10. Spieler in der ersten Runde im NFL Draft 2017 ausgewählt. Mit den Chiefs gewann er den Super Bowl LIV gegen die San Francisco 49ers mit 31:20 und drei Jahre später den Super Bowl LVII gegen die Philadelphia Eagles mit 38:35. Am 6. Juli 2020 verlängerte er seinen bestehenden Vertrag um zehn Jahre bis einschließlich 2032, der ihm bis zu 503 Millionen Dollar einbringen könnte. Dies ist der bisher zweithöchstdotierte Vertrag eines Profisportlers (Stand Oktober 2024). In der Saison 2023 erreichte er gemeinsam mit den Kansas City Chiefs den Super Bowl LVIII, seinen vierten Super-Bowl-Auftritt in fünf Saisons. Im Ringen um einen erneuten Sieg konnten sich die Chiefs gegen die 49ers durchsetzen.

## Jugend
Mahomes besuchte die Whitehouse High School in Whitehouse im texanischen Smith County und spielte dort Football, Baseball und Basketball.
Im Football warf er in seinem Abschlussjahr für 4619 Yards und 50 Touchdowns. Zusätzlich lief er für 948 Yards und 15 Touchdowns. Im Baseball warf er einen No-Hitter mit 16 Strikeouts. Er wurde als männlicher Maxpreps-Athlet des Jahres für 2013/14 ausgezeichnet.
Rivals.com stufte Mahomes als Drei-Sterne-Football-Rekrut und als zwölftbesten Dual-Threat-Quarterback seines Jahrgangs ein. Auch 247Sports stufte ihn als Drei-Sterne-Rekrut ein, erhielt aber die Zuordnung des Pro-Style-Quarterbacks, wo er als 22. seines Jahrgangs gesehen wurde. Damit stuften ihn beide Fachseiten als einen der 750 besten Spieler seines Jahrgangs ein. Er erhielt Sportstipendien von der Texas Tech University, der Rice University und der Oklahoma State University.
Mahomes war auch ein Top-Kandidat für den Major League Baseball Draft 2014, wurde aber nicht hoch ausgewählt, da erwartet wurde, dass er sich der Texas Tech University anschließen würde. Die Detroit Tigers drafteten ihn in der 37. Runde, Mahomes unterschrieb allerdings nicht.
Wie erwartet, verpflichtete er sich im Februar 2014 für Texas Tech.

## College

### Texas Tech

#### Saison 2014
Mahomes trat in seiner ersten College-Football-Saison 2014 als Backup für Davis Webb an. Weil Webb sich am vierten Spieltag gegen Oklahoma State verletzte, bekam er seinen ersten Einsatz und brachte zwei von fünf Pässen für 20 Yards an den Mann, warf einen Touchdown und eine Interception. Nach einer erneuten Verletzung von Webb am achten Spieltag gegen das Horned Frogs Footballteam der Texas Christian University kam Mahomes erneut als Ersatzspieler zum Einsatz und bestritt anschließend am neunten Spieltag sein erstes Spiel als Starting Quarterback gegen Texas.
In diesem Spiel komplettierte er 13 von 21 Pässen für 109 Yards, ehe er wegen einer Kopfverletzung ausgewechselt wurde. Für die verbleibenden drei Spiele der Saison blieb Mahomes der Starter. Gegen Baylor brach er einen Big-12-Rookie-Rekord, als er Pässe für 598 Yards und sechs Touchdowns warf. In der gesamten Saison gelangen ihm 1547 Yards und 16 Touchdowns bei vier Interceptions.

#### Saison 2015
Mahomes begann seine zweite Saison 2015 bei Texas Tech als Starter auf der Quarterbackpostition. Insgesamt warf er im Lauf der Saison Pässe für 4653 Yards und 36 Touchdowns und erzielte im Laufspiel 456 Yards und 10 Touchdowns.
Er wurde dadurch der 13. Quarterback in der Geschichte der 1978 gegründeten NCAA Division Football Bowl Subdivision (FBS), der in der Total Offense (Pass+Lauf) mehr als 5000 Yards erzielte.
Mahomes spielte ebenfalls im Texas-Tech-Baseballteam drei Spiele als Relief Pitcher.

#### Saison 2016
Vor der Saison 2016 gab Patrick Mahomes bekannt, er würde die Baseball-Mannschaft verlassen, um sich in der gesamten Offseason auf Football konzentrieren zu können. Am 22. Oktober 2016 stellte er gegen Oklahoma zuhause mehrere FBS-Rekorde auf. 819 Total-Offense-Yards eines Spielers in einem Spiel bedeuteten wie auch 734 Passing-Yards einen Rekord. Einen weiteren Rekord (89) verpasste er mit 88 Passversuchen knapp. Trotz Verletzungen in beiden Schultern sowie einer Handgelenksverletzung, die im Dezember 2016 eine Operation nach sich zog, spielte er in allen zwölf Spielen und wurde ins Second-team All-Big-12 gewählt. Mahomes beendete die Saison als Landesbester in Yards pro Spiel (421), geworfenen Yards (5052), Total-Offense-Yards (5312), Punkte, für die er verantwortlich war (318) und Touchdowns (53). Für seine Leistungen wurde er mit der Sammy Baugh Trophy ausgezeichnet, die jährlich an den besten College-Passgeber vergeben wird. Er ist nach Kliff Kingsbury, B.J. Symons und Graham Harrell der vierte Tex Tech-Sportler, der diese Trophäe erhielt.

#### Saison 2017
Mahomes kündigte am 3. Januar 2017 an, auf sein letztes Jahr der Spielberechtigung am College zu verzichten und sich stattdessen für den NFL Draft anzumelden. Er hatte bis dahin 12.097 Yards und 115 Touchdowns für Texas Tech erzielt. Seine 11.252 erworfenen Yards sind die drittmeisten in der Schulgeschichte. Aufgrund einer schlechten Defense konnte er jedoch nur 13 von 29 Spielen, in denen er startete, gewinnen.

### College-Statistiken
| Jahr                          | Team           | Spiele | Passspiel        | Passspiel | Passspiel              | Passspiel | Passspiel        | Passspiel | Passspiel | Passspiel | Laufspiel | Laufspiel | Laufspiel | Laufspiel |
| Jahr                          | Team           | Spiele | Komplettierungen | Versuche  | Komplettierungs- quote | Yards     | Yards je Versuch | TD        | INT       | Rtg       | Läufe     | Yards     | Schnitt   | TD        |
| ----------------------------- | -------------- | ------ | ---------------- | --------- | ---------------------- | --------- | ---------------- | --------- | --------- | --------- | --------- | --------- | --------- | --------- |
| 2014                          | Texas Tech     | 7      | 105              | 185       | 56,8 %                 | 1.547     | 8,4              | 16        | 4         | 151,2     | 46        | 104       | 2,3       | 0         |
| 2015                          | Texas Tech     | 13     | 364              | 573       | 63,5 %                 | 4.653     | 8,1              | 36        | 15        | 147,2     | 131       | 456       | 3,5       | 10        |
| 2016                          | Texas Tech     | 12     | 388              | 591       | 65,7 %                 | 5.052     | 8,5              | 41        | 10        | 157,0     | 131       | 285       | 2,2       | 12        |
| College Gesamt                | College Gesamt | 32     | 857              | 1.349     | 63,5 %                 | 11.252    | 8,3              | 93        | 29        | 152,0     | 309       | 845       | 2,7       | 22        |
| Quellen: sports-reference.com |                |        |                  |           |                        |           |                  |           |           |           |           |           |           |           |

## NFL

### Kansas City Chiefs
Patrick Mahomes spielte zunächst mit einem in der Liga üblichen Dreijahresvertrag und der Möglichkeit, diesen um zwei Jahre zu verlängern. Der Wert dieses Dreijahresvertrages betrug rund 13,7 Millionen Dollar. Im April 2020 zogen die Kansas City Chiefs die Option für das letzte Vertragsjahr. Für das Jahr 2020 erhielt er 2,8 Millionen Dollar und für 2021 24,8 Millionen Dollar.
Am 6. Juli 2020 wurde bekannt, dass er einen neuen Vertrag mit einer weiteren Laufzeit von 10 Jahren abgeschlossen hat. Der Wert des Vertrages wird auf 477–503 Millionen Dollar geschätzt, mit garantierten und erfolgsabhängigen Bestandteilen. Mahomes erhält unter anderem für den Gewinn der AFC-Meisterschaft oder die Ehrung als NFL-MVP 1,25 Millionen Dollar.

#### Saison 2017
Nach Mahomes Zeit bei Texas Tech sahen ihn die meisten Analysten als Kandidat für einen Erst- oder Zweitrundenpick im NFL Draft 2017. Während der Wurfübungen beim NFL Combine wurden Mahomes Würfe mit 60 Meilen pro Stunde (ca. 96,5 km/h) gemessen, womit er gemeinsam mit Logan Thomas und Bryan Bennett den schnellsten Pass der NFL-Combine-Geschichte warf. Mahomes wurde von Sports Illustrated als zweitbester, von ESPN als drittbester und von NFLDraftScout.com als viertbester Quarterback seines Jahrganges eingestuft. Nach seinem beeindruckenden Auftritt beim NFL Combine verfolgten Vertreter von 28 NFL-Teams seinen Pro Day bei Texas Tech. Während des Draftprozesses war er einer der am schnellsten aufsteigenden Spieler und hatte 18 private Workouts und Besuche bei NFL-Teams, die meisten eines Spielers im Jahr 2017. Unter den Teams und Trainern, bei denen er Workouts und Besuche hatte, waren die Arizona Cardinals mit Cheftrainer Bruce Arians, New Orleans Saints mit Cheftrainer Sean Payton, Cincinnati Bengals mit Quarterbacktrainer Bill Lazor und verschiedene Trainer der Los Angeles Chargers, Cleveland Browns, Chicago Bears und Pittsburgh Steelers. Mahomes wurde von den Kansas City Chiefs in der ersten Runde mit dem 10. Pick gedraftet. Dies wurde möglich, weil die Buffalo Bills ihren 10. Pick im Tausch an die Chiefs abtraten und dafür den Erstrunden- (Platz 27) und Drittrundenpick der Chiefs 2017 sowie den Erstrundenpick der Chiefs im NFL Draft 2018 erhielten. Er war seit Todd Blackledge im NFL Draft 1983 der erste Quarterback, den die Chiefs in der ersten Runde auswählten und erst der vierte Erstrundenpick eines Quarterbacks der Chiefs überhaupt.
In seiner Rookie-Saison war Patrick Mahomes Ersatzquarterback des erfahrenen Alex Smith. Am letzten Spieltag der regulären Saison kam er zu seinem ersten Einsatz und debütierte mit 284 Passing Yards, keinem Touchdown und einer Interception in einer Partie, die die Chiefs gegen die Denver Broncos mit 27:24 gewannen.

#### Saison 2018
Head Coach Andy Reid ernannte Mahomes im Januar 2018 zum Starting Quarterback für die Saison 2018, nachdem Alex Smith an die Washington Redskins abgegeben wurde. In den ersten drei Spielen der Saison führte Mahomes die Chiefs zu drei Siegen und stellte einige Bestmarken auf, so die Rekorde für die meisten Touchdown-Pässe in den ersten beiden (10) und ersten drei Saisonspielen (13). Am 2. Spieltag wurde Mahomes im Alter von 22 Jahren und 364 Tagen gegen die Pittsburgh Steelers zum jüngsten Quarterback, der in einem Spiel sechs Touchdown-Pässe warf. Sowohl am ersten als auch am zweiten Spieltag wurde er zum AFC Offensive Player of the Week ernannt. Auch für den gesamten Septembermonat wurde er AFC Offensive Player. Im Lauf der Saison kamen weitere Rekorde hinzu: die meisten Touchdown-Pässe in den ersten 8 (22) und den ersten 10 (31) NFL-Spielen einer Saison, die meisten Spiele hintereinander mit mindestens 300 Yards, und die zuerst erreichten 4.000 Yards und 40 Touchdown-Pässe (nach 13 Spielen). Mit nur 23 Jahren wurde Mahomes der beste Spieler der besten Offense (im Durchschnitt 35,3 Punkte pro Spiel) im Spitzenteam der AFC und dies in einer Saison, in der alle Teams zusammen mit 11.952 die zweithöchste Punktzahl in der NFL-Geschichte erzielten (in der Saison 2013 waren es 11.985 Punkte). Mit 5.097 Yards warf Mahomes den zweithöchsten Wert in der Saison (Ben Roethlisberger erzielte 5.129 Yards), und seine 50 Touchdowns stellen den höchsten Wert seit 2013 dar, als Peyton Manning die Rekordmarke von 55 erzielte. Mahomes ist der jüngste Spieler, der die 5.000 Yards-Marke überschritt. Zusammen mit Manning (Saison 2013) hält er den Rekord von mindestens 50 Touchdowns und mindestens 5.000 Yards in einer Regular Season
In den Play-offs siegten die Chiefs mit Mahomes in der Divisional Round mit 31:13 gegen die Indianapolis Colts und beendeten eine jahrzehntelange Negativserie, in der das Team seit 1994 zuhause alle sechs Play-off-Partien sowie insgesamt zehn von elf Partien verloren hatte. Mahomes gelangen 27 von 41 Pässen und 278 Yards ohne Interception, im Laufspiel erzielte er selbst einen Touchdown. Das AFC Championship-Spiel gegen die New England Patriots verloren die Chiefs mit 31:37 in der Verlängerung. In 31 Versuchen warf Mahomes 16 erfolgreiche Pässe über 295 Yards, die zu drei Touchdowns führten.
Mahomes erhielt erstmals eine Einladung als Starting Quarterback der AFC in den Pro Bowl 2019, in dem er einen Touchdown erzielte und MVP der Offense wurde. Außerdem wurde er ins erste All–Pro-Team und zum AFC Offensive Player of the Year gewählt. Die höchste Auszeichnung war die Wahl zum NFL MVP 2018 durch die Associated Press, als jüngstem Spieler seit Dan Marino in 1984 und erstem Kansas City Chiefs-Spieler überhaupt.

#### Saison 2019
Am zweiten Spieltag warf Mahomes im zweiten Viertel vier Touchdowns und 278 Yards gegen die Oakland Raiders (28:10). Mehr Passing-Yards in einem Viertel gelangen in der NFL-Geschichte nur Drew Brees (2008, 294 Yards). Insgesamt warf Mahomes in diesem Spiel 443 Yards und damit einen persönlichen Karriererekord. Er wurde zum AFC Offensive Player der Woche 2 gewählt. Nach dem vierten Spieltag wurde Mahomes, wie bereits für September 2018, auch für September 2019 zum AFC Offensivspieler des Monats ernannt. Nachdem er in 21 aufeinander folgenden Spielen mindestens 26 Punkte pro Spiel erzielt hatte, gelang ihm dies in Woche 5 und 6 zweimal hintereinander nicht mehr, und es kam zu zwei Niederlagen in Serie. In Woche 7 erreichte er beim 30:6-Sieg bei den Denver Broncos mit 7500 Yards in nur 24 Spielen einen neuen Ligarekord (zuvor Kurt Warner in 27 Spielen). Im selben Spiel zog er sich bei einem Quarterback Sneak eine Patellaluxation zu. Er fiel an zwei Spieltagen aus, in denen er von Matt Moore vertreten wurde und die Chiefs gegen Green Bay mit 24:31 verloren und gegen Minnesota mit 26:23 gewannen. In Woche 10 kam er zurück und warf einen Karriererekord von 446 Yards und 3 Touchdowns. Dennoch verlor sein Team 32:35 gegen die Tennessee Titans. In Woche 12 erlief er ein Karrierehoch von 59 Yards in einem Spiel, warf jedoch zugleich ein Karrieretief von 182 Yards (1 TD) beim 24:17-Sieg gegen die Chargers in Mexiko-Stadt. In Woche 14 gelang den Chiefs mit dem 23:16-Sieg bei den New England Patriots der vierte AFC West-Titel in Serie. In seinem 30ten NFL-Spiel in Woche 16 überbot er die 9000-Yards-Marke; am ehesten aller Quarterbacks (Kurt Warner benötigte dafür 32 Spiele). Mahomes erzielte ebenfalls seinen 75ten NFL-TD-Pass und wurde dadurch der schnellste Spieler, dem dies gelang.
In den Play-offs siegten die Chiefs zunächst 51:31 gegen die Houston Texans. In dieser Begegnung lagen sie zu Beginn des 2. Viertels bereits 0:24 zurück, ehe das Team noch bis zur Halbzeit mit 28:24 in Führung gehen konnte. Mit den vier Touchdowns im zweiten Viertel wurde Mahomes nach Doug Williams im Super Bowl XXII im Jahr 1988 der erste Quarterback, dem dies in einem Play-off-Spiel gelang. Bis zum dritten Viertel gelangen sechs Touchdowns in Serie, so dass ein 41:24 Vorsprung herausgeholt wurde. Mahomes schaffte 321 Yards und 5 Touchdowns im gesamten Spiel und brachte 23 von 35 Pässen an. Im AFC Championship-Spiel gegen die Tennessee Titans gelangen ihm 294 geworfene Yards und fünf Touchdowns. Mit dem 35:24-Sieg zogen die Chiefs seit 50 Jahren wieder in einen Super Bowl ein.
Mahomes erhielt eine Einladung als Reserve Quarterback der AFC in den Pro Bowl 2020.
Mit Kansas City gewann er am 2. Februar 2020 den Super Bowl LIV mit 31:20 gegen die 49ers und wurde zudem als Super Bowl MVP ausgezeichnet.

#### Saison 2020
Die Kansas City Chiefs gewannen in der Saison 14 Spiele und verloren nur 2 Spiele. In den Playoffs zog sich Mahomes eine Gehirnerschütterung in der Divisional Round zu, konnte aber bereits im nächsten Spiel zurückkehren.
Er verlor im Super Bowl gegen die von Tom Brady angeführten Tampa Bay Buccaners 31:9.

#### Saison 2021
Während der regulären Saison warf Mahomes Pässe für insgesamt 4839 Yards, erzielte 37 Touchdowns und warf 13 Interceptions. Nach einem Sieg gegen die Pittsburgh Steelers in der Wildcard Round und einem Sieg in der Verlängerung gegen die Buffalo Bills unterlag Mahomes mit den Chiefs knapp den Bengals im AFC-Final.

#### Saison 2022
Mit den Chiefs gewann er den Super Bowl LVII gegen die Philadelphia Eagles und wurde als MVP des Spiels ausgezeichnet.

#### Saison 2023
Mahomes gewann im Super Bowl LVIII zum zweiten Mal gegen die San Francisco 49ers. Zum dritten Mal wurde er als MVP des Spiels ausgezeichnet. Damit ist er der dritte Spieler, der sich diese Auszeichnung mindestens drei Mal sicherte.

### NFL-Statistiken

#### Regular Season
| Legende | Legende           |
| ------- | ----------------- |
|         | Liga-Bestwert     |
| Fett    | Karriere-Bestwert |

| Jahr                               | Team               | Spiele | Spiele gestartet | Passspiel          | Passspiel | Passspiel              | Passspiel | Passspiel        | Passspiel | Passspiel | Passspiel | Laufspiel | Laufspiel | Laufspiel | Laufspiel |
| Jahr                               | Team               | Spiele | Spiele gestartet | Komplet- tierungen | Versuche  | Komplet- tierungsquote | Yards     | Yards je Versuch | TD        | INT       | Rtg       | Läufe     | Yards     | Schnitt   | TD        |
| ---------------------------------- | ------------------ | ------ | ---------------- | ------------------ | --------- | ---------------------- | --------- | ---------------- | --------- | --------- | --------- | --------- | --------- | --------- | --------- |
| 2017                               | Kansas City Chiefs | 1      | 1                | 22                 | 35        | 62,9 %                 | 284       | 8,1              | 0         | 1         | 76,4      | 7         | 10        | 1,4       | 0         |
| 2018                               | Kansas City Chiefs | 16     | 16               | 383                | 580       | 66,0 %                 | 5.097     | 8,8              | 50        | 12        | 113,8     | 60        | 272       | 4,5       | 2         |
| 2019                               | Kansas City Chiefs | 14     | 14               | 319                | 484       | 65,9 %                 | 4.031     | 8,3              | 26        | 5         | 105,3     | 43        | 218       | 5,1       | 2         |
| 2020                               | Kansas City Chiefs | 15     | 15               | 390                | 588       | 66,3 %                 | 4.740     | 8,1              | 38        | 6         | 108,2     | 62        | 308       | 5         | 2         |
| 2021                               | Kansas City Chiefs | 17     | 17               | 436                | 658       | 66,3 %                 | 4.839     | 7,4              | 37        | 13        | 98,5      | 66        | 381       | 5,8       | 2         |
| 2022                               | Kansas City Chiefs | 17     | 17               | 435                | 648       | 67,1 %                 | 5.250     | 8,1              | 41        | 12        | 105,2     | 61        | 358       | 5,9       | 4         |
| 2023                               | Kansas City Chiefs | 16     | 16               | 401                | 597       | 67,2 %                 | 4.183     | 7,0              | 27        | 14        | 92,6      | 75        | 389       | 5,2       | 0         |
| 2024                               | Kansas City Chiefs | 16     | 16               | 392                | 581       | 67,9 %                 | 3928      | 6,8              | 26        | 11        | 93,5      | 58        | 307       | 5,3       | 2         |
| Gesamt                             | Gesamt             | 112    | 112              | 2778               | 4171      | 66,6 %                 | 32.352    | 7,8              | 245       | 74        | 102,1     | 432       | 2243      | 5,2       | 14        |
| Quelle: pro-football-reference.com |                    |        |                  |                    |           |                        |           |                  |           |           |           |           |           |           |           |

#### Postseason
| Jahr                               | Team               | Spiele | Spiele gestartet | Passspiel          | Passspiel | Passspiel              | Passspiel | Passspiel        | Passspiel | Passspiel | Passspiel | Laufspiel | Laufspiel | Laufspiel | Laufspiel |
| Jahr                               | Team               | Spiele | Spiele gestartet | Komplet- tierungen | Versuche  | Komplet- tierungsquote | Yards     | Yards je Versuch | TD        | INT       | Rtg       | Läufe     | Yards     | Schnitt   | TD        |
| ---------------------------------- | ------------------ | ------ | ---------------- | ------------------ | --------- | ---------------------- | --------- | ---------------- | --------- | --------- | --------- | --------- | --------- | --------- | --------- |
| 2018                               | Kansas City Chiefs | 2      | 2                | 43                 | 72        | 59,7 %                 | 573       | 8,0              | 3         | 0         | 98,9      | 5         | 19        | 3,8       | 1         |
| 2019                               | Kansas City Chiefs | 3      | 3                | 72                 | 112       | 64,3 %                 | 901       | 8,0              | 10        | 2         | 111,5     | 24        | 135       | 5,6       | 2         |
| 2020                               | Kansas City Chiefs | 3      | 3                | 76                 | 117       | 65,0 %                 | 850       | 7,3              | 4         | 2         | 90,8      | 13        | 52        | 4,0       | 1         |
| 2021                               | Kansas City Chiefs | 3      | 3                | 89                 | 122       | 73,0 %                 | 1057      | 8,7              | 11        | 3         | 118,8     | 13        | 117       | 9,0       | 1         |
| 2022                               | Kansas City Chiefs | 3      | 3                | 72                 | 100       | 72,0 %                 | 703       | 7,0              | 7         | 0         | 114,7     | 12        | 60        | 5,0       | 0         |
| 2023                               | Kansas City Chiefs | 4      | 4                | 104                | 149       | 69,8 %                 | 1.051     | 7,1              | 6         | 1         | 100,3     | 23        | 141       | 6,1       | 0         |
| 2024                               | Kansas City Chiefs | 3      | 3                | 55                 | 83        | 66,3 %                 | 679       | 8,2              | 5         | 2         | 101,4     | 22        | 606       | 3,7       | 2         |
| Gesamt                             | Gesamt             | 21     | 21               | 511                | 755       | 67,7 %                 | 5.814     | 7,7              | 46        | 10        | 105,4     | 112       | 606       | 5,4       | 7         |
| Quelle: Pro-Football-Reference.com |                    |        |                  |                    |           |                        |           |                  |           |           |           |           |           |           |           |

## Persönliches
Sein Vater Pat Mahomes spielte elf Jahre als Pitcher in der Major League Baseball (MLB). Am 12. Mai 2017 wurden Mahomes und drei Freunde mit Waffengewalt in seiner Heimatstadt Tyler, Texas, beraubt. Die Täter wurden später gefasst. Im Juni 2020 veröffentlichte der Quarterback gemeinsam mit anderen NFL-Stars einen Videoclip, in dem die Liga nach dem Todesfall George Floyd aufgefordert wurde, in der Debatte um Rassismus in den USA klar Stellung zu beziehen.
Am 21. Februar 2021 kam die erste Tochter von Patrick Mahomes und Brittany Matthews auf die Welt. Am 28. November 2022 wurde ein Sohn des Paares geboren. Am 12. Januar 2025 wurde das dritte Kind des Paares, eine Tochter, geboren. 
Am 12. März 2022 heirateten die beiden, die schon zu Highschoolzeiten ein Paar waren, auf Hawaii.